# 대덕연구개발특구

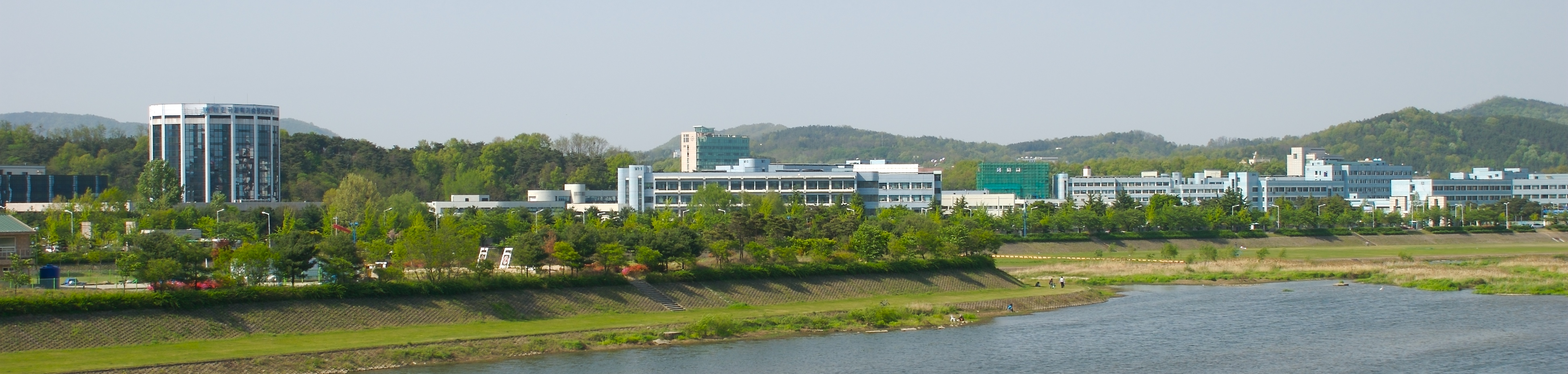
한국과학기술원 (KAIST)

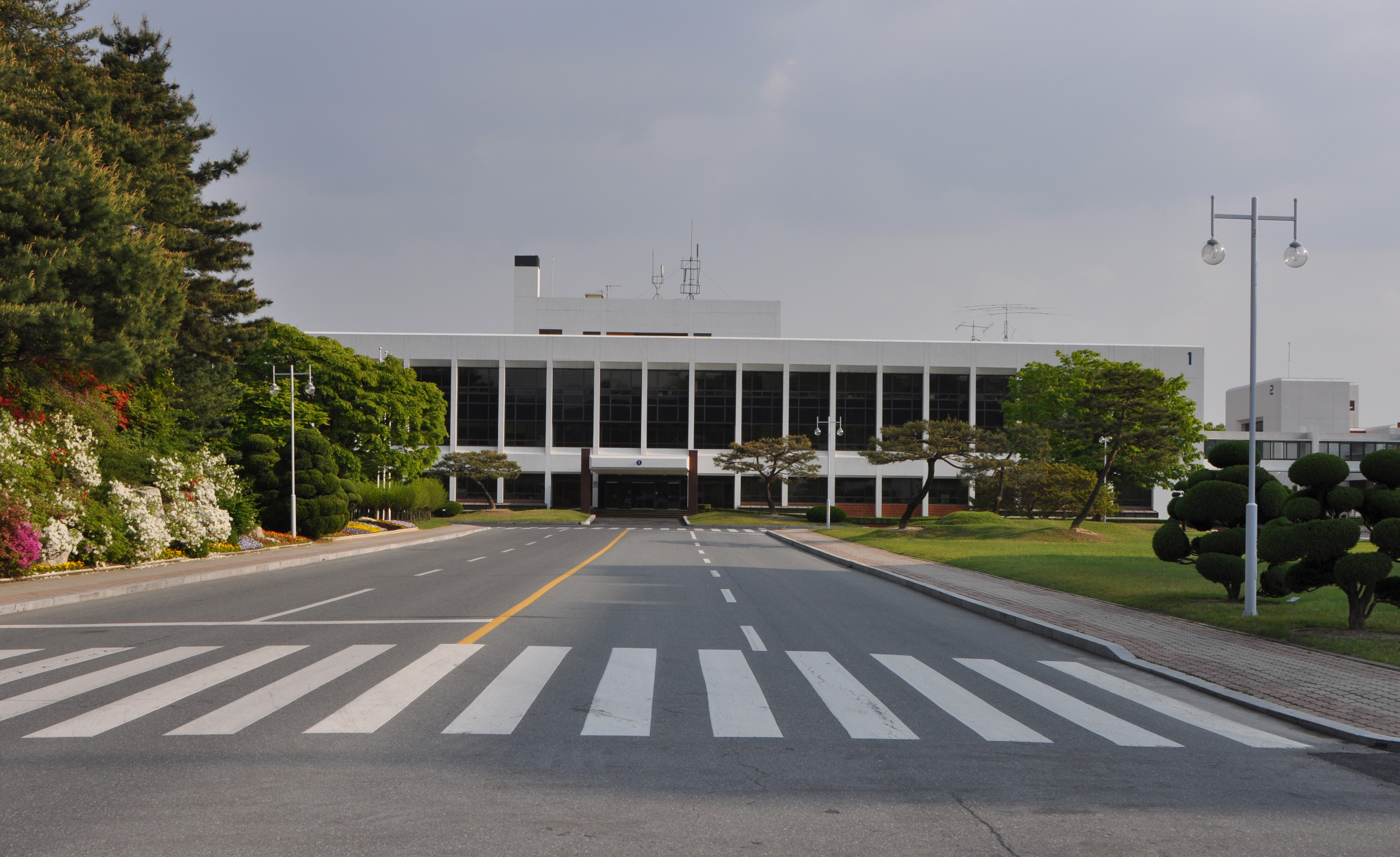
한국전자통신연구원 (ETRI)

대덕연구개발특구(大德硏究開發特區)는 관련 특별법에 따라 대전광역시 유성구 일대에 지정, 고시된 지역이다.
대덕연구단지와 첨단산업단지로 조성된 대덕테크노밸리, 대전산업단지 및 추가 개발 예정지역을 대상으로 지정되었다. 2011년 국제과학비즈니스벨트 거점지구로 확정되었다.

## 연혁
대덕연구단지는 1973년 계획수립 이후 1974년부터 공사가 시작되어 1992년 준공되었다. 1980년대를 거치며 대부분의 정부출연연구소가 입주하였으며, 민간부문은 대체로 1990년대에 입주하였다. 고등교육기관인 충남대학교와 한국과학기술원이 자리하고 있다.
당초 연구·학원 도시로서 생산시설이 허용되지 않았으나, 1999년 대덕연구단지관리법 개정을 통해 연구성과의 실용화 및 벤처기업 입주를 적극 지원하기 시작하였다. 2000년 9월 정부는 대덕연구단지를 산·학·연 복합단지로 발전시킨다는 취지의 대덕밸리 선포식을 가졌고, 2005년 '대덕연구개발특구 등의 육성에 관한 특별법'이 통과되면서, 대전광역시 유성구 죽동, 궁동, 어은동, 구성동, 노은동, 하기동, 수남동, 외삼동, 신성동, 가정동, 도룡동, 장동, 방현동, 화암동, 덕진동, 자운동, 전민동, 문지동, 원촌동, 봉산동, 탑립동, 용산동, 관평동, 송강동, 금고동, 대동, 금탄동, 신동, 둔곡동, 구룡동과 대덕구의 문평동, 신일동 등 32개 법정동 67.8 km2(대덕연구단지 27.8 km2, 대덕테크노밸리 4.3 km2, 대덕산업단지 3.2 km2, 북부 그린벨트 28.6 km2, 국방과학연구소 일원 3.9 km2) 면적이 신기술의 연구·개발·사업화촉진을 주기능으로 하는 대덕연구개발특구로 출범하게 되었다.

## 주요 시설
대형첨단 연구장비 개발 및 설치하여 공동으로 활용할 수 있도록 하였다.
- 30MW급 개방수조형의 다목적 연구용 원자로
- 차세대 초전도 핵융합연구 장치
- 플라즈마 물성 연구시설
- 1마이크로미터 MR 영상 촬영장치

## 현황
2022년 현재 대덕연구개발특구에는 정부출연연구기관 27개, 국공립연구기관 4개, 기타연구기관 8개, 대학 7개, 정부기관 10개, 공공기관 20개, 기타 비영리기관 27개, 기업 2,351개 등 2,454개 기관이 입주해 있다.
2022년 기준 대덕연구개발특구 내 코스닥 상장기업은 56개, 연구소 기업 447개, 첨단기술기업은 137개이다. 석사·박사 등 연구기술직 40,170명을 비롯해 대덕연구개발특구에 근무하는 총 종사자 수는 2022년 기준으로 91,886명이다.
2022년 총 연구개발비는 7조 9,434억원이며, 2022년 기준 누적 특허등록은 국내특허 159,713건, 해외특허 83,284건이다.

## 입주 기관

### 대학
- LH 토지주택대학교
- 국가연구소대학교 (UST)
- 대덕대학교
- 충남대학교 (CNU)
- 한국과학기술원 (KAIST)
- 한국방송통신대학교 대전충남지역대학
- 한남대학교 대덕밸리캠퍼스

### 정부 기관
- 관세평가분류원
- 국가정보자원관리원
- 국립문화유산연구원
- 국립중앙과학관
- 국제지식재산연수원
- 금강유역환경청
- 대전과학수사연구소
- 대전세종지방중소벤처기업청
- 대전지방기상청

### 정부 출연 기관
| - 한국전자통신연구원 (ETRI) - 한국화학연구원 - 한국기계연구원 - 한국원자력연구원 - 한국항공우주연구원 - 한국생명공학연구원 - 한국지질자원연구원 - 한국표준과학연구원 - 한국에너지기술연구원 - 한국과학기술정보연구원 | - 선박해양플랜트연구소 - 한국기초과학지원연구원 - 한국원자력통제기술원 - 한국원자력안전기술원 - 한국한의학연구원 - 한국천문연구원 - 기초과학연구원 (IBS) - 국방과학연구소 - 국가수리과학연구소 - 국가보안기술연구소 | - 한국핵융합에너지연구원 - 나노종합기술원 - 한국산업기술평가관리원 - 연구개발인력교육원 - 안전성평가연구소 - 연구개발특구진흥재단 - 중이온가속기연구소 - 한국연구재단 |

### 공기업
- 한국조폐공사 본사
- 한전원자력연료 본사
- 한국산업안전보건공단 산업안전보건연구원
- 한국전력공사 전력연구원
- 한국전력기술 원자로설계사업본부
- 한국수자원공사 수자원연구원
- 한국수력원자력 중앙연구원
- 한국토지주택공사 토지주택연구원
- 한국환경공단 환경전문심사원

### 민간 연구소
| - DL케미칼 대덕연구소 - DL이앤씨 건축환경연구센터 - GS칼텍스 기술연구소 - IDIS 본사 - KT OSP이노베이션센터 - KT 대덕2연구센터 - KT&G R&D본부 - LG화학 기술연구원 - LG에너지솔루션 기술연구원 - LG생활건강 기술연구원 - LG유플러스 대전R&D센터 - LIG넥스원 대전하우스 - LX세미콘 대전캠퍼스 (본사) | - SK이노베이션 환경과학기술원 - SK온 연구원 - SK C&C 대덕 데이터 센터 - 골프존 대전사무소 - 금호석유화학 중앙연구소 - 금호폴리켐 대전연구소 - 대한항공 항공기술연구원 - 롯데케미칼 기초화학연구소 - 삼성중공업 대덕연구센터 - 삼양사 화학연구소 - 쎄트렉아이 본사 - 아이쓰리시스템 본사 - 알테오젠 본사 | - 애경산업 종합기술원 - 제일사료 하림중앙연구소 - 태광산업 중앙연구소 - 풍산 방산기술연구원 - 한국타이어앤테크놀로지 테크노돔 (중앙 R&D센터) - 한솔제지 중앙연구소 - 한온시스템 본사 - 한화에어로스페이스 대전R&D캠퍼스 - 한화솔루션 중앙연구소 - 휴비스 R&D센터 |

## 기타 과학·문화시설
- 대전시민천문대
- 한국지질자원연구원 지질박물관
- 한국조폐공사 화폐박물관
- 엑스포과학공원

## 참고 자료
- 연구개발특구진흥재단 입주관리시스템
- 대덕연구개발특구 - 산업입지정보시스템